# Campeonato Sul-Americano de Voleibol Feminino Sub-18 de 2014
O  Campeonato Sul-Americano de Voleibol Feminino Sub-18 de 2014, foi a décima  nona edição da categoria Sub-18, ou seja, infanto-juvenil, disputada por seis seleções sul-americanas, competição realizada bienalmente, cuja entidade organizadora é a  Confederação Sul-Americana de Voleibol, as partidas aconteceram no Coliseo Bicentenario de Morales  de 2 a 6 de julho na cidade de Tarapoto, no Peru, depois com a desistência da representação venezuelana foi disputado por apenas seis países.A Seleção Brasileira conquistou o seu décimo quinto título nesta categoria, assegurando vaga no Mundial Infanto-Juvenil de 2015 e esta edição rendeu uma vaga ao vice-campeão que foi a Seleção Argentina  e a última vaga foi para a Seleção Peruana que finalizou em terceiro; e Beatriz de Carvalho, oposto brasileira, recebeu o prêmio de Melhor Jogadora da edição.

## Seleções participantes
As seguintes seleções confirmaram participação no Campeonato Sul-Americano Sub-18 de 2016:
| Equipe         | Última participação |
| -------------- | ------------------- |
| Peru           | (Sede), 1º em 2012  |
| Argentina      | 3º em 2012          |
| Brasil         | 2º em 2012          |
| Chile          | 4º em 2012          |
| Colômbia       | 5º em 2012          |
| Uruguai        | 7º em 2012          |
| Venezuela[DES] | 6º em 2012          |

Nota
DES ^  Equipe desistiu da participação  do torneio, apenas cinco permaneceram na disputa

## Fase única
Classificação
- Local : Coliseo Bicentenario de Morales-Peru[1]

|     |           |     | Jogos | Jogos | Jogos | Resultados | Resultados | Resultados | Resultados | Resultados | Resultados | Sets | Sets | Sets  | Pontos | Pontos | Pontos |
| Pos | Equipe    | Pts | T     | V     | D     | 3–0        | 3–1        | 3–2        | 2–3        | 1–3        | 0–3        | V    | P    | R     | V      | P      | R      |
| --- | --------- | --- | ----- | ----- | ----- | ---------- | ---------- | ---------- | ---------- | ---------- | ---------- | ---- | ---- | ----- | ------ | ------ | ------ |
| 1   | Brasil    | 15  | 5     | 5     | 0     | 3          | 2          | 0          | 0          | 0          | 0          | 15   | 2    | 7.500 | 414    | 319    | 1.298  |
| 2   | Argentina | 11  | 5     | 4     | 1     | 2          | 1          | 1          | 0          | 1          | 0          | 13   | 6    | 2.167 | 431    | 327    | 1.318  |
| 3   | Peru      | 9   | 5     | 3     | 2     | 2          | 1          | 0          | 0          | 0          | 2          | 9    | 7    | 1.286 | 343    | 338    | 1.015  |
| 4   | Colômbia  | 6   | 5     | 2     | 3     | 1          | 0          | 1          | 1          | 0          | 2          | 8    | 11   | 0.727 | 386    | 407    | 0.948  |
| 5   | Chile     | 4   | 5     | 1     | 4     | 1          | 0          | 0          | 1          | 3          | 0          | 8    | 12   | 0.667 | 406    | 440    | 0.923  |
| 6   | Uruguai   | 0   | 5     | 0     | 5     | 0          | 0          | 0          | 0          | 0          | 5          | 0    | 15   | 0,000 | 226    | 375    | 0.603  |

Resultados
| Data  | Hora  |              | Placar |              | Set 1 | Set 2 | Set 3 | Set 4 | Set 5 | Total  | Relatório |
| ----- | ----- | ------------ | ------ | ------------ | ----- | ----- | ----- | ----- | ----- | ------ | --------- |
| 2 jul | 14:00 | 'Argentina ' | 3–1    | Chile        | 25–23 | 25–16 | 22–25 | 25–13 |       | 97–77  | 97–77     |
| 2 jul | 16:30 | 'Brasil '    | 3–0    | Colômbia     | 25–16 | 25–23 | 25–23 |       |       | 75–62  | 75–62     |
| 2 jul | 19:00 | 'Peru '      | 3–0    | Uruguai      | 25–20 | 25–11 | 25–8  |       |       | 75–39  | 75–39     |
| 3 jul | 14:00 | 'Brasil '    | 3–1    | Chile        | 25–16 | 25–20 | 21–25 | 25–10 |       | 96–71  | 96–71     |
| 3 jul | 16:30 | 'Argentina ' | 3–0    | Uruguai      | 25–10 | 25–10 | 25–16 |       |       | 75–36  | 75–36     |
| 3 jul | 19:00 | 'Peru '      | 3–0    | Colômbia     | 25–20 | 25–22 | 25–23 |       |       | 75–65  | 75–65     |
| 4 jul | 14:00 | 'Colômbia '  | 3–0    | Uruguai      | 25–15 | 25–13 | 25–21 |       |       | 75–49  | 75–49     |
| 4 jul | 16:30 | 'Brasil '    | 3–1    | Argentina    | 25–15 | 25–15 | 18–25 | 25–20 |       | 93–75  | 93–75     |
| 4 jul | 19:00 | 'Peru '      | 3–1    | Chile        | 27–25 | 17–25 | 25–18 | 25–16 |       | 94–84  | 94–84     |
| 5 jul | 13:00 | 'Colômbia '  | 3–2    | Chile        | 25–17 | 15–25 | 25–19 | 23–25 | 15–13 | 103–99 | 103–99    |
| 5 jul | 15:30 | 'Brasil '    | 3–0    | Uruguai      | 25–18 | 25–21 | 25–13 |       |       | 75–52  | 75–52     |
| 5 jul | 18:00 | Peru         | 0–3    | ' Argentina' | 10–25 | 13–25 | 17–25 |       |       | 40–75  | 40–75     |
| 6 jul | 13:00 | 'Chile '     | 3–0    | Uruguai      | 25–15 | 25–14 | 25–21 |       |       | 75–50  | 75–50     |
| 6 jul | 15:30 | 'Argentina ' | 3–2    | Colômbia     | 22–25 | 22–25 | 25–12 | 25–14 | 15–5  | 109–81 | 109–81    |
| 6 jul | 18:00 | Peru         | 0–3    | ' Brasil'    | 17–25 | 20–25 | 22–25 |       |       | 59–75  | 59–75     |

## Classificação final
| Posição | Equipe    |
| ------- | --------- |
| 1       | Brasil    |
| 2       | Argentina |
| 3       | Peru      |
| 4       | Chile     |
| 5       | Colômbia  |
| 6       | Uruguai   |

|  | Qualificados para o Mundial Infanto-Juvenil de 2015 |

## Prêmios individuais
As atletas que integraram a seleção do campeonato foram:
| MVP (Most Valuable Player) | Beatriz de Carvalho   | Brasil    |
| Oposto                     | Katherine Regalado    | Peru      |
| 1ª Ponteira                | Adriana Durán         | Colômbia  |
| 2ª Ponteira                | Anahí Tosi            | Argentina |
| 1ª Central                 | Candelaria Herrera    | Argentina |
| 2ª Central                 | María Paula Caraballo | Colômbia  |
| Levantadora                | Amanda Sehn           | Brasil    |
| Líbero                     | Valentina González    | Argentina |